# トムラウシ山遭難事故
トムラウシ山遭難事故（トムラウシやまそうなんじこ）は、2009年（平成21年）7月16日の早朝から夕方にかけて北海道大雪山系トムラウシ山が悪天候に見舞われ、ツアーガイドを含む登山者8名が低体温症で死亡した事故。夏山の山岳遭難事故としては近年まれにみる数の死者を出した惨事となった。
この事故は後に、日本山岳ガイド協会による第三者で構成する特別委員会「トムラウシ山遭難事故調査特別委員会」が設置され、2009年8月25日から5日間にわたり、金田正樹医師をリーダーとする4名のチームが2班に分かれ、遭難事故グループの行動や事故の事実関係を調査し、有識者の意見とともに報告書にまとめられた。

## 経過

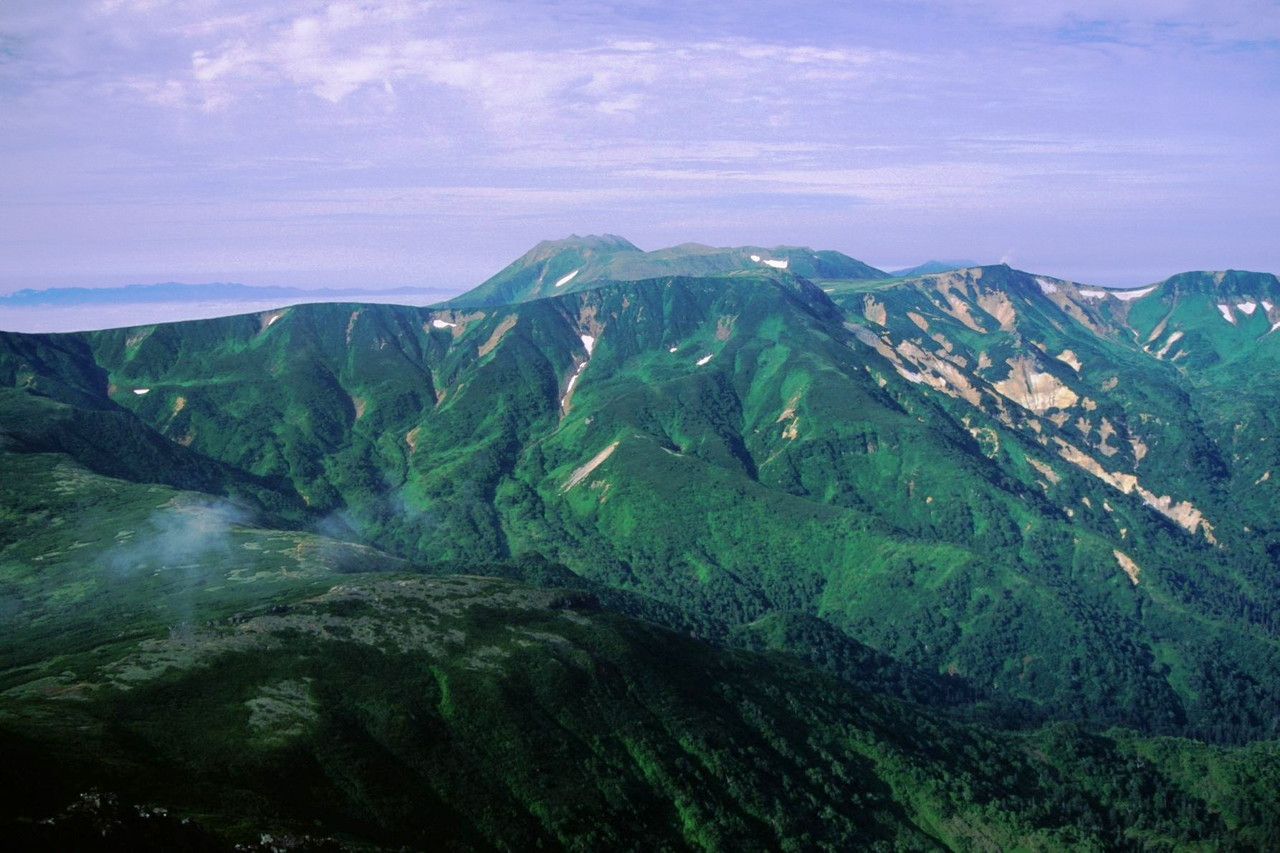
事故が発生したトムラウシ山
（北側の忠別岳方面から望む）

同ツアーは募集型企画旅行形態で国内外の登山ツアーやエコツーリズムを取り扱う旅行会社アミューズトラベル株式会社（本社：東京都千代田区神田駿河台、観光庁長官登録旅行業第1-1366号）が主催した企画旅行であった。旅程ではトムラウシ山や旭岳などを2泊3日で縦走する予定であり、50 - 60代の客15人（男性5人〈A、B、C、D、E〉、女性10人〈a、b、c、d、e、f、g、h、i、j〉）とガイド甲（添乗員兼ガイドリーダー）、乙（メインガイド）、丙（サブガイド）の3人が参加していた。ガイドのうち甲、丙の2人は今回のコースは初めてだったという。途中、7月16日朝、雪渓を過ぎた主稜線ヒサゴ沼分岐までネパール人のポーターが同行している。
以下、記述中の日付時刻はすべて日本標準時間である。

### 山行計画
旭岳温泉を起点として、旭岳ロープウェイを利用し、標高1,600メートルの姿見駅（山頂駅）から歩き始め、白雲岳避難小屋とヒサゴ沼避難小屋を利用しながら大雪山系の主稜線を縦走し、トムラウシ温泉へ下山する2泊3日の登山行動を予定していた。以下がその登山ルートと距離である。
- 登山1日目（7月14日 - 歩行距離12.4キロ）：旭岳温泉 -（旭岳ロープウェイ）- 姿見平駅 - 旭岳 - 間宮岳 - 北海岳 - 白雲岳避難小屋 - 白雲岳 - 白雲岳避難小屋（宿泊、収容人数60人の避難小屋）
- 登山2日目（7月15日 - 歩行距離16.3キロ）：白雲岳避難小屋 - 高根ヶ原 - 忠別岳 - 五色岳 - 化雲岳 - ヒサゴ沼避難小屋（宿泊、収容人数30人の避難小屋）
- 登山3日目（7月16日 - 歩行距離16.0キロ）：ヒサゴ沼避難小屋 - 日本庭園 - 北沼 - トムラウシ山 - 南沼 - トムラウシ公園 - 前トム平 - トムラウシ温泉

### 7月13日
参加者は広島、中部、仙台の各空港より新千歳空港に集まったあと、チャーターしたバスで当日の宿泊先である東川町の旭岳温泉白樺荘に向かった。天気予報を部屋のテレビで確認し、ガイド乙が14日は大丈夫だが15日、16日は崩れるだろうと予測した。

### 7月14日
朝5時50分に予定通り出発した。パーティは旭岳ロープウェー姿見駅から旭岳山頂、間宮岳、松田岳、北海岳、白雲岳を12キロの道のりを経て白雲岳避難小屋に宿泊した。当日はガス（霧）がかかっていたものの晴れており、旭岳山頂からトムラウシ山も見えていた。5 - 6合目付近の約30分間は、体が持っていかれそうでまっすぐ歩きづらいほどの強風であったが、山頂では風は弱まった。なお登頂後、持病の高山病により女性客の1人が嘔吐した。
夜から雨が降り始める。リーダー甲とガイド乙が管理人にあいさつし1階部分を使った。一行らはにこやかに談笑したが、61歳の女性客gはほとんど夕食を食べられずスープとお茶だけを飲んだ。夕食後、スタッフ3人での打ち合わせが行われた。携帯電話の天気サイトで天気予報を確認したところ、翌日の午後には寒冷前線が通過し天気が悪化することを知り、雷を恐れ出発時間を30分早める決定をした。18時過ぎに就寝。

### 7月15日

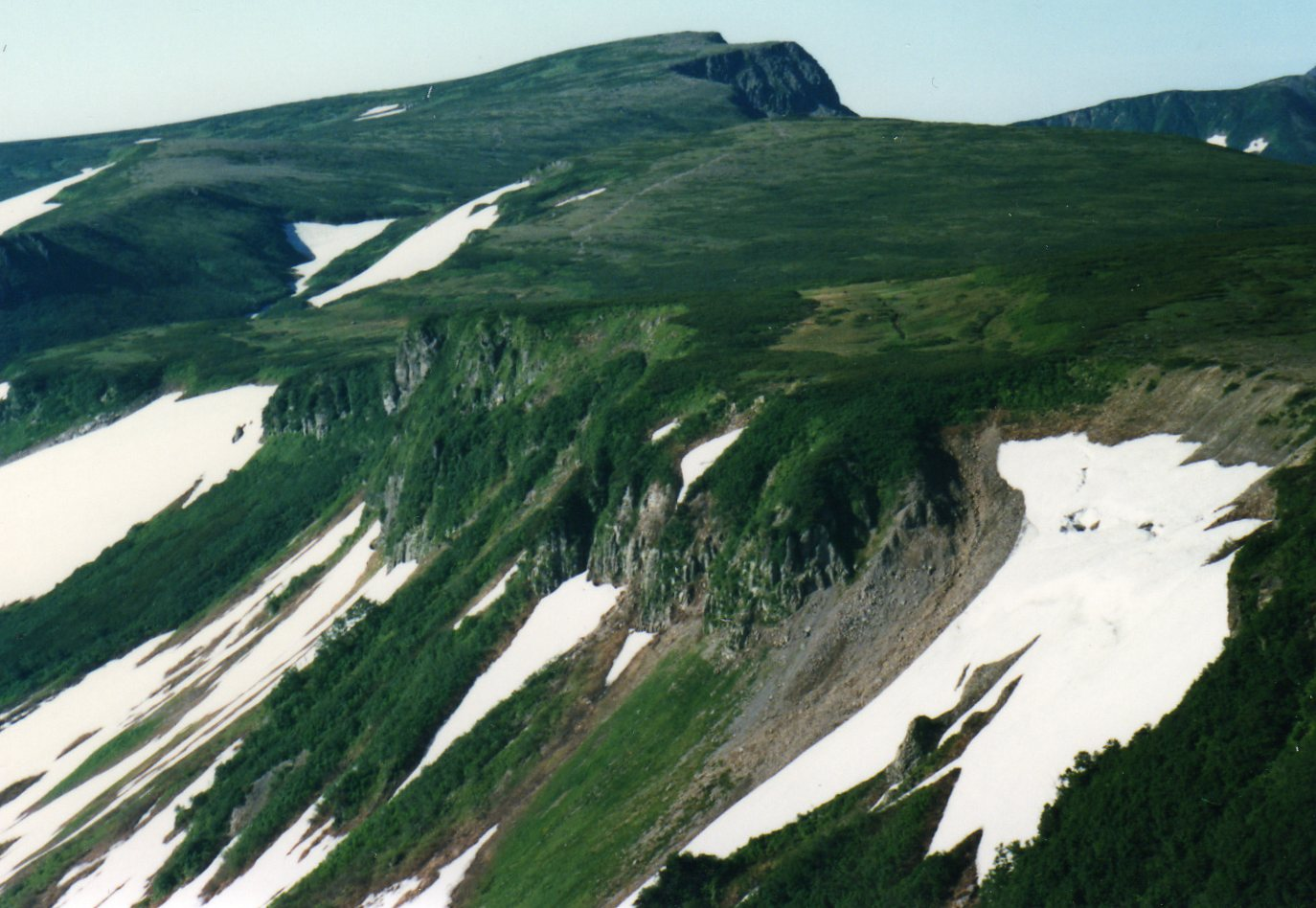
好天の忠別岳

3時ごろからゴソゴソする女性客にリーダー甲が注意。5時出発。天候は一変し朝から大雨で、風は無く体感温度は低くなかった。全員、雨具着用。体調が悪い者はいなかったが、61歳女性客gだけは、この朝もスープとお茶のみであった。この間天候が悪化し、登山道は川のようになっていて歩きにくく通過に時間を取られた。体の冷えを防ぐため、休憩は5分程度の立ち休みで進んだ。ヒサゴ沼避難小屋で一緒になった静岡のパーティによれば、特別疲れた様子もなくわいわいと楽しそうにしていたという。パーティは忠別岳、五色岳、化雲岳を経由し、約10時間をかけ、ヒサゴ沼避難小屋に15時前に到着した。
しかし小屋の中は雨漏りだらけな上に充分なスペースもなかった。そのため濡れた装備を乾かすこともできず、ずぶ濡れの寝袋に包まって横になっただけであった。展望もない登山で泥道を長時間歩いたため、皆疲労困憊していた。19 - 20時ごろ就寝。

### 7月16日（事故当日）

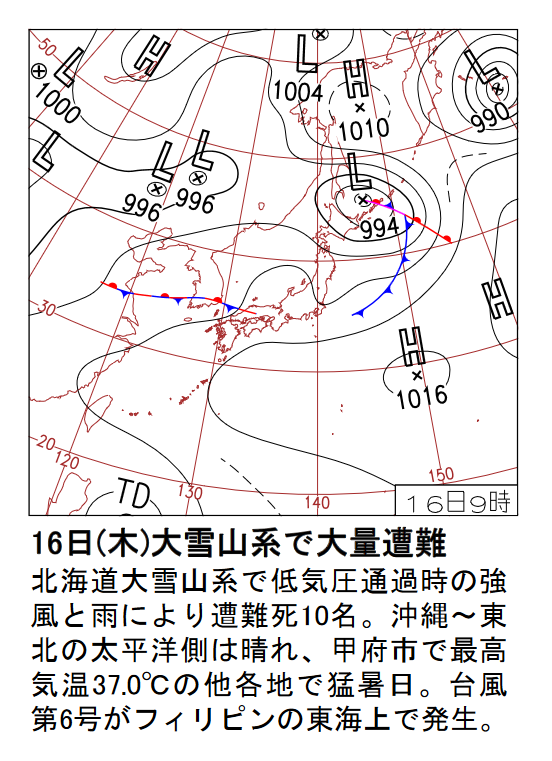
2009年（平成21年）7月16日天気図

当節、太字の時刻表記は段落分けのための便宜上のものであることに留意。また、出典内の表記に基づく地の文と区別し午前・午後の語を用いない24時間制で表記した。
3時45分
午前3時45分起床。ガイド乙らはラジオで十勝地方の予報「曇り、昼過ぎから晴れ」と聞き、午後から天候は好転すると見越して出発を決定した。午前5時の出発予定であったが、天候悪化のため雨と風が強く待機。リーダー甲は天気の回復具合や出発直後の雪渓の登りを考慮し、出発を30分遅らせる判断をして全員に伝えた。しかし、客の何人かはこの決定に不安を感じたという。
前夜は吹き込む雨で寝袋が濡れた女性客bは1日滞在しても命には代えられないと感じ、別の女性客aも「こんな天候の日に行くのか」と感じ、別の男性客Bは逆に風雨は強いが出発するころには断続的になっていたことから不安はなかったとのちに述懐するなど、見方が分かれた。
5時30分
5時半、リーダー甲が今日はトムラウシ山には登らず、迂回コースをとると伝える。「僕たちの仕事は山に登ることじゃなく、皆さんを無事山から下すことです」と説明した。なお避難小屋には同会社の別ツアーの客が午後に到着する予定であったため、炊事用具と10人用テント1張、4人用テント1張を置いていった。
一行は午前5時半ごろに避難小屋を出発した。出発後すぐにアイゼンをつけるが、装着に不慣れな者もおり時間がかかった。雪渓はシェルパがスコップでステップを刻んだことでスムーズに通過した。しかし、一部の登山客は既に雪渓通過の時点から歩行が遅れ始めたとする生存者の証言もある。シェルパは雪渓が終わった場所で別れ、ヒサゴ沼へ戻った。雪渓の終盤から主稜線まではコル地形で西に向かうため風が非常に強くなった。足元に大きな岩があることもあり、風速20 - 25メートルの強風をまともに受けて転ぶ人が続出し、先頭のガイド乙の声が最後尾まで届かない状況だった。ガイド丙からは「風が強く吹いたらとにかくしゃがんで」と繰り返し指示が出た。ガイド乙の証言ではヒサゴ沼は大した風ではなかったため、主稜線まで行く決心をしたが、その時点でもしもの場合は天人峡のエスケープルートをとる腹積もりでいた。
8時30分
出発からおよそ3時間後の8時30分ごろ、パーティはロックガーデンに到着した。ロックガーデンは北沼手前の一面の岩礫帯だが、ここまでですでに通常の倍近い時間がかかっていた。依然風雨が強く、岩場であるため足並みが乱れ始めながらもまだまとまって進んでいた。9時30分頃、ロックガーデン途中で静岡のパーティが追い抜いていった。この頃から66歳の男性客Eの歩行がふらふらし始め、そのうちに気力を失い座り込むようになった。一行はロックガーデンが終わった先の沢状の窪地で風を避け休憩、食事と水分補給をした。その上の広い平らな場所で風がいっそう強くなった。

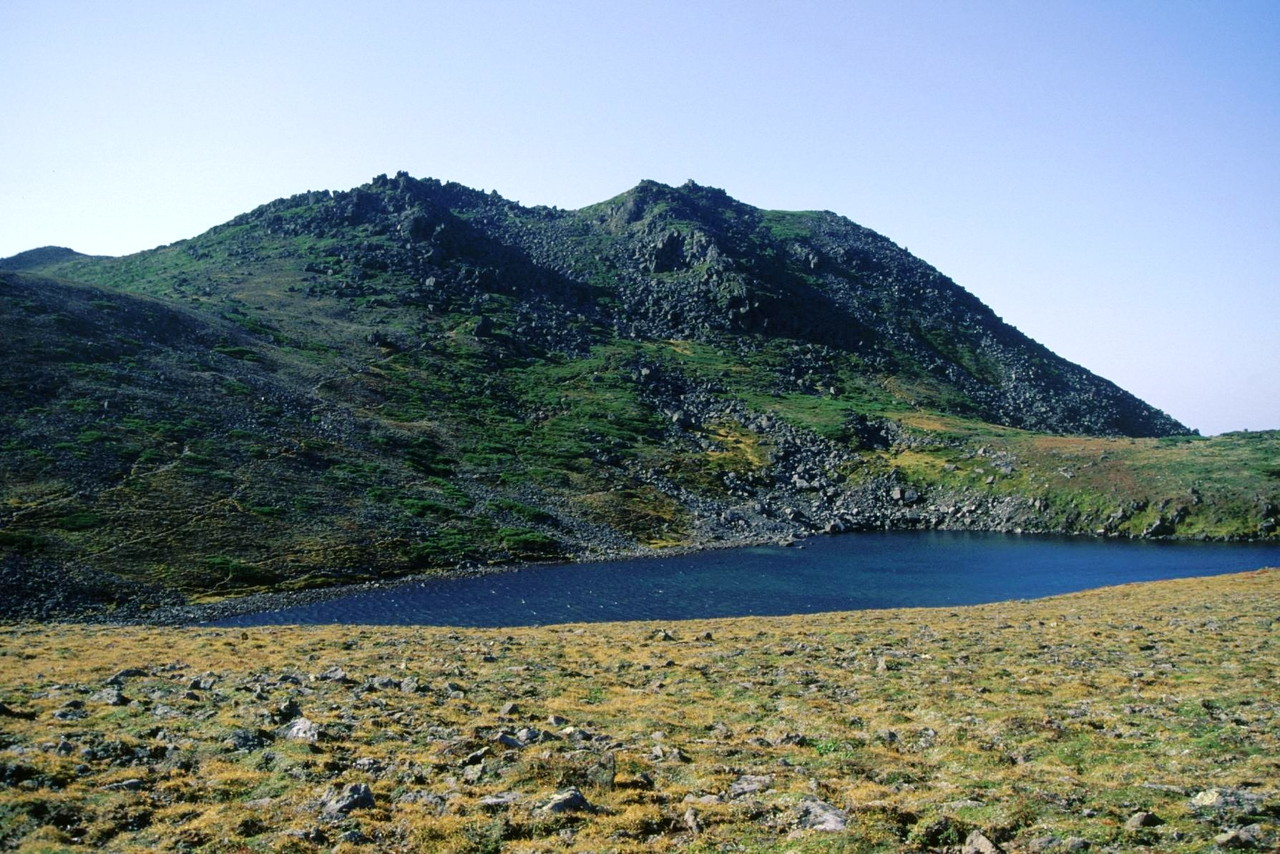
北側から望む北沼とトムラウシ山。沼の水が東側に溢れ出し、渡渉が困難になった。

10時
10時ごろ、通常なら3時間のところを6時間近くかけて山頂下の北沼に到着した。北沼の様相は一変しており、大雨で沼から溢れた水が大きな川（幅約2メートル、水深は膝ぐらいまで）となり登山道を横切っていた。一行は川の中に立ったガイド乙とガイド丙の助けを借り何とか渡りきるが、パーティ全員が渡りきるまで吹きさらしの場所で待機することになり、多くの人がずぶ濡れになっていた。その際、川に入っていたガイド丙は客を支えている際によろめいて全身を濡らし、低体温症の加速を促した。これが特にガイド間の情報共有・判断に影響を与え、後述するコミュニケーション不足にもつながっていった。
10時30分
午前10時半ごろ、北沼の川を渡ったすぐ先の分岐手前で68歳の女性客fが低体温症のため歩行困難となった。ガイドらが懸命に体をさすったり声をかけたりしたが、ガイドらの声かけにもあまり反応しなくなり意識が薄れていった。渡渉時点では低体温症の典型的な前兆がなく、急激だった。ガイド達がfの対応に追われている間、一行はガイドの指示によりその場で1時間から2時間近く待機させられた。一行は座り込んだ人を囲んで風よけを作ったが、「寒い、寒い」と叫び声を上げる女性客も居た。さらに62歳の女性客dが嘔吐し奇声を発し始めたため、男性客Cはリーダー甲に対して「これは遭難だ。救援を要請しろ」と怒鳴った。
結局一行は男性客Dが所持していたツェルト（小型の簡易テント）を設営し、リーダー甲が歩行困難の女性客fに付き添うために残り、他のメンバーは先に進んだ。
前設営地から距離を置かずして女性客hが意識不明に陥った。ガイド乙はここで岩陰を探して所持していたツェルトを設営し、女性客hに加えて歩行困難になった女性客2人（g、j）と付き添いの男性客D、ガイド乙（メインガイド）の計5人がこの場でビバーク（緊急野営）することとなった。この場でも客から救助要請の要望が出たという。
12時
12時頃、客10人（A、B、C、E、a、b、c、d、e、i）と付き添いのガイド丙（サブガイド）は、トムラウシ山頂を迂回し西側の平坦なコースで下山を続行した。一行はビバーク地点から少し離れた岩陰で昼食を摂ったのち出発したが、南沼キャンプ場手前で男性客Eと女性客eが列から遅れ出したため、男性客Eには男性客B、女性客eには女性客bが付き添った。
このとき、ガイド丙は遅れた人を待つことなく大急ぎで進んだため列が伸びて全員を確認できなくなった。ガイド丙のそばにいた女性客aは、「どなたもついてきていませんよ。待ってあげなくていいんですか」と声をかけたが、ガイド丙は「救助を呼ばなきゃいけないから、早く下りる」と答えた。
女性客bは歩けなくなった女性客eに手を貸していたが、トムラウシ分岐の少し先で倒れている女性客dを発見し、2人の腕を抱えながら下山を開始した。
そこへ男性客Cが通りかかったため、bはサポートを依頼した。その後Cとbは2人を引っ張って雪渓を滑り降りたが、Cは「自分のやれる範囲を超えている」と思い、1人で歩き去った。
bはなおも2人を引っ張って歩いたが、足がつりそうになったため岩陰に腰を下ろした。この時点ではd、eの意識はあった。男性客Bは意識朦朧としてしゃがみ込んだ男性客Eのサポートを試みるが、やむなく諦めて先へ進むと女性客3人（b、d、e）に追いついた。
bは追いついてきたBに対してd、eのサポートを頼むと、ガイド丙を呼ぶために先行した。男性客Bは女性客d、eとともにトムラウシ公園上部まで進んだ。
13時40分
13時40分、d、eは意識不明となり、呼びかけにも応えなくなったためBはサポートを諦めて2人のもとを離れた。
男性客Cはトムラウシ公園付近でビバークのための場所を探したが、追いついてきた女性客bに「ビバークしたら死んじゃう。一緒に頑張りましょう」と励まされ、歩き出した。
14時
14時頃、前トム平とコマドリ沢分岐の間でガイド丙が座り込んだ。女性客aが「起きて。子どももいるんでしょ」と声をかけたら、ガイド丙は立ち上がって再び歩き始めた。
15時
15時ごろ、ガイド丙と女性客aが「前トム平」に到着した。aは1人残されて迷い戻っても分かるよう写真を頼んだが、ガイド丙にその余裕がなかったため自分で撮影した。霧や雲で視界は悪かったが、この時点で雨や風は弱まっていたという。aは地図を持参していたが前トム平以降は位置がよく分からなかったという。
写真撮影の少し後、偶然女性客aの夫からaの携帯電話に着信があり、ガイドに頼まれ最初の110番通報を行った（15時55分）。警察に現在地を聞かれガイド丙に代わったが、ガイド丙もろれつが廻らない状態だったという。やがてaの携帯電話のバッテリーが切れたため、ガイド丙は自分のザックから携帯電話を取り出して連絡を試みたが、ガイド丙はハイマツの上に寝そべってメールを打ち続けた。そのうち男性客Aが下りてきて、aはAとともにガイド丙を40分以上励まし続けたがガイド丙は歩くことができず、ガイド丙を残してAとともに下山を続行した。
続いて下山してきた女性客bと男性客Cは、ハイマツの上に倒れ意識朦朧としているガイド丙に遭遇した。bはガイド丙を励ましたが、Cは一声だけかけて先に一人で下りて行った。bはその後もしばらくガイド丙に声をかけ続けていたが、そこへ下りてきた男性客Bと相談し、ガイド丙をその場に残して2人で下山することを決めた。
16時
16時頃、女性客cは行動をともにしていた女性客iとトムラウシ公園上部で休憩をとったが、iは座り込んだまま動かなくなった。16時28分、cはiにシュラフをかけて介抱していたが、iは仰向けに倒れ意識不明となった。
16時30分
一方、北沼付近のビバークではガイド乙がツェルトを張って女性客3人（g、h、j）を内部に寝かせた。ガイド乙は男性客Dに女性客3人の付き添いを頼み、16時30分頃にメール送信のため単身南沼キャンプ場へ向かった。
16時38分
16時38分、ガイド乙は南沼キャンプ場へ向かう途中、同社の札幌営業所に社長宛てで「すみません。7人下山できません。救助要請します」「4人くらいダメかもしれないです」と切迫したメールを送信した。南沼キャンプ場付近では倒れている男性客Eを発見するが既に脈はなかった。南沼キャンプ場には登山道整備業者が残していたテントや毛布、ガスコンロがあったため、ガイド乙はそれらをビバーク地点に持ち帰った。
18時以降
18時頃、ガイド乙はビバーク地点に戻り、持ち帰ったテントを設営してガスコンロに火をつけて保温を行った。18時半ごろには携帯電話がつながったため、ガイド乙は新得警察署（新得署）に携帯電話で連絡し、男性2人（ガイド乙、D）、女性3人（g、h、j）のビバークと近くに生死不明の男性1人（E）が倒れていることを伝えた。
同時刻頃、2時間前の110番通報を受けた新得署員3人が同山短縮登山口に車両2台で到着。
18時半頃、トムラウシ公園上部で休憩をとった女性客cは意識不明になっていた女性客iが冷たくなっていることを確認したが、夜間の下山を避けるためビバークして救助を待つことに決めた。
その後前述の女性客gは行動食を食べられるまで回復したが、19時頃にj、20時頃にhが意識不明となり、それぞれ心臓マッサージを行なったが蘇生しなかった。
- 19時頃、男性客Bと女性客bは男性客Cと遭遇した。3人はしばらく一緒に行動したが、Cは途中でビバークすることを決め、2人と別れ30分ほど仮眠した[40]。
- 22時ごろ、定時連絡の時刻であったがガイド乙から新得署への連絡はなかった。
- 23時ごろ、署からガイド乙へ電話するが電波不良のため通じなかった。
- 23時45分、新得町から正式に自衛隊へ救助要請。
- 23時55分、男性客Aと女性客aが温泉登山口に自力で下山。

#### グループの分離・合流経緯
当初男女客15人と男性ガイド3人の18名が団体行動していたが、遭難行の経緯として脱落者が出る毎に細かくグループが別れ、また中途でそれぞれの群が再合流、分離を繰り返したため、これら合流・分離経緯のみを抜粋し、時系列に沿って列挙する。
後日の救助経緯および参加者の状況一覧も合わせて参照されたい。
|     | 脱落時刻        | 各群の人数変遷                                                        | 説明                                                                                          |
| --- | --------------- | --------------------------------------------------------------------- | --------------------------------------------------------------------------------------------- |
| 1.  | 10時30分        | 甲f(2), 乙丙ABCDEabcdeghij(16)                                        | 第1ビバーク地点:12。低体温症fに付き添いリーダー甲が居残った。                                 |
| 2.  | 〜12時まで      | 甲f(2), 乙Dghj(5), 丙ABCEabcdei(11)                                   | 第2ビバーク地点:13。本隊と分離直後に脱落、その場でビバーク開始。                              |
| 3.  | 12時頃          | 甲f(2), 乙Dghj(5), BEbe(4), 丙ACacdi(7)                               | 昼食後、南沼キャンプ場手前でE, eが一行から遅れ、それぞれにB、bが付き添い4人グループを形成。   |
| 4.  | 12時頃          | 甲f(2), 乙Dghj(5), BEbe(4), ACcdi(5), 丙a(2)                          | 救助要請を理由に後続を待たず下山を急いだ丙が本隊から先行、aが随行。                           |
| 5.  | 12時頃          | 甲f(2), 乙Dghj(5), BEbde(5), ACci(4), 丙a(2)                          | 「トムラウシ分岐」の少し先でのbが本隊から脱落したdを発見、合流。                              |
| 6.  | 〜13時40分まで  | 甲f(2), 乙Dghj(5), BCEbde(6), Aci(3), 丙a(2)                          | 通りかかったCがBらの5人に合流。                                                               |
| 7.  | 〜13時40分まで  | 甲f(2), 乙Dghj(5), BEbde(5), C(1), Aci(3), 丙a(2)                     | Cが単独離脱。                                                                                 |
| 8.  | 〜13時40分まで  | 甲f(2), 乙Dghj(5), E(1), Bbde(4), C(1), Aci(3), 丙a(2)                | 意識朦朧としたEが脱落。                                                                       |
| 9.  | 〜13時40分まで  | 甲f(2), 乙Dghj(5), E(1)、Bde(3), b(1), C(1), Aci(3), 丙a(2)           | bが丙を呼ぶために離脱、先行。                                                                 |
| 10. | 13時40分        | 甲f(2), 乙Dghj(5), E(1)、de(2), B(1), b(1), C(1), Aci(3), 丙a(2)      | 意識不明となったd、eが「トムラウシ公園上部」付近:28で脱落、Bの単独行になる。                  |
| 11. | 13時40分        | 甲f(2), 乙Dghj(5), E(1)、de(2), B(1), Cb(2), Aci(3), 丙a(2)           | 単独行だったCが追いついてきたbと合流。                                                        |
| 12. | 15時            | 甲f(2), 乙Dghj(5), E(1)、de(2), B(1), Cb(2), ci(2), 丙Aa(3)           | 丙とaが「前トム平」に到着後、後から降りてきたAが合流。                                        |
| 13. | 15時40分頃？    | 甲f(2), 乙Dghj(5), E(1)、de(2), B(1), Cb(2), ci(2), 丙(1), Aa(2)      | 動けない丙をその場に残し、Aとaは2人で下山を継続。                                             |
| 14. | 15時40分以降    | 甲f(2), 乙Dghj(5), E(1)、de(2), B(1), ci(2), 丙Cb(3), Aa(2)           | Aとaが出発後に「前トム平」に到着したCとbは丙と合流。                                          |
| 15. | 15時40分以降    | 甲f(2), 乙Dghj(5), E(1)、de(2), B(1), ci(2), 丙b(2), C(1), Aa(2)      | Cが単独離脱し下山続行。                                                                       |
| 16. | 15時40分以降    | 甲f(2), 乙Dghj(5), E(1)、de(2), ci(2), 丙Bb(3), C(1), Aa(2)           | 10.で単独になっていたBが「前トム平」に到着、合流。                                            |
| 17. | 15時40分以降    | 甲f(2), 乙Dghj(5), E(1)、de(2), ci(2), 丙(1), Bb(2), C(1), Aa(2)      | 「前トム平」に丙を残したままBとbが下山開始。                                                  |
| 18. | 16時 - 16時28分 | 甲f(2), 乙Dghj(5), E(1)、de(2), ci(2), 丙(1), Bb(2), C(1), Aa(2)      | 第3ビバーク地点:16。「トムラウシ公園上部」でcとiが休憩をとったが、iは16時28分に意識不明:16。  |
| 19. | 16時30分        | 甲f(2), Dghj(4), 乙(1), E(1)、de(2), ci(2), 丙(1), Bb(2), C(1), Aa(2) | 第2ビバーク地点5人のうち乙がメール送信のためDにその場を任せ離脱。                             |
| 20. | 16時38分        | 甲f(2), Dghj(4), 乙E(2)、de(2), ci(2), 丙(1), Bb(2), C(1), Aa(2)      | 乙が南沼キャンプ場付近で倒れていたEを発見、Eは脈がなくその場に残し、後に警察へ通報。          |
| 21. | 18時            | 甲f(2), 乙Dghj(5), E(1)、de(2), ci(2), 丙(1), Bb(2), C(1), Aa(2)      | 乙が第2ビバーク地点に帰還、再合流。                                                           |
| 22. | 19時頃          | 甲f(2), 乙Dghj(5), E(1)、de(2), ci(2), 丙(1), Bb(2), ACa(3)           | 単独下山していたCにA・aが合流。Cはその場でビバークを決め、A・aペアが追い抜いた。              |
| 23. | 19時以降        | 甲f(2), 乙Dghj(5), E(1)、de(2), ci(2), 丙(1), BCb(3), Aa(2)           | 「カムイ天上付近」で単独下山していたCにB・bペアが追いつくが、Cは自分を追い抜くよう促した:18。 |
| 24. | 23時55分        | 甲f(2), 乙Dghj(5), E(1)、de(2), ci(2), 丙(1), C(1), Bb(2), Aa(2)      | A・aペアが温泉登山口に自力下山。                                                              |
| 25. | 17日0時55分     | 甲f(2), 乙Dghj(5), E(1)、de(2), ci(2), 丙(1), C(1), Bb(2), Aa(2)      | B・bペアが温泉登山口に自力下山。                                                              |
| 26. | 17日4時45分     | 甲f(2), 乙Dghj(5), E(1)、de(2), ci(2), 丙(1), C(1), Bb(2), Aa(2)      | Cが単独で温泉登山口に自力下山。                                                               |

### 7月17日
※以下、時刻はいずれも午前。

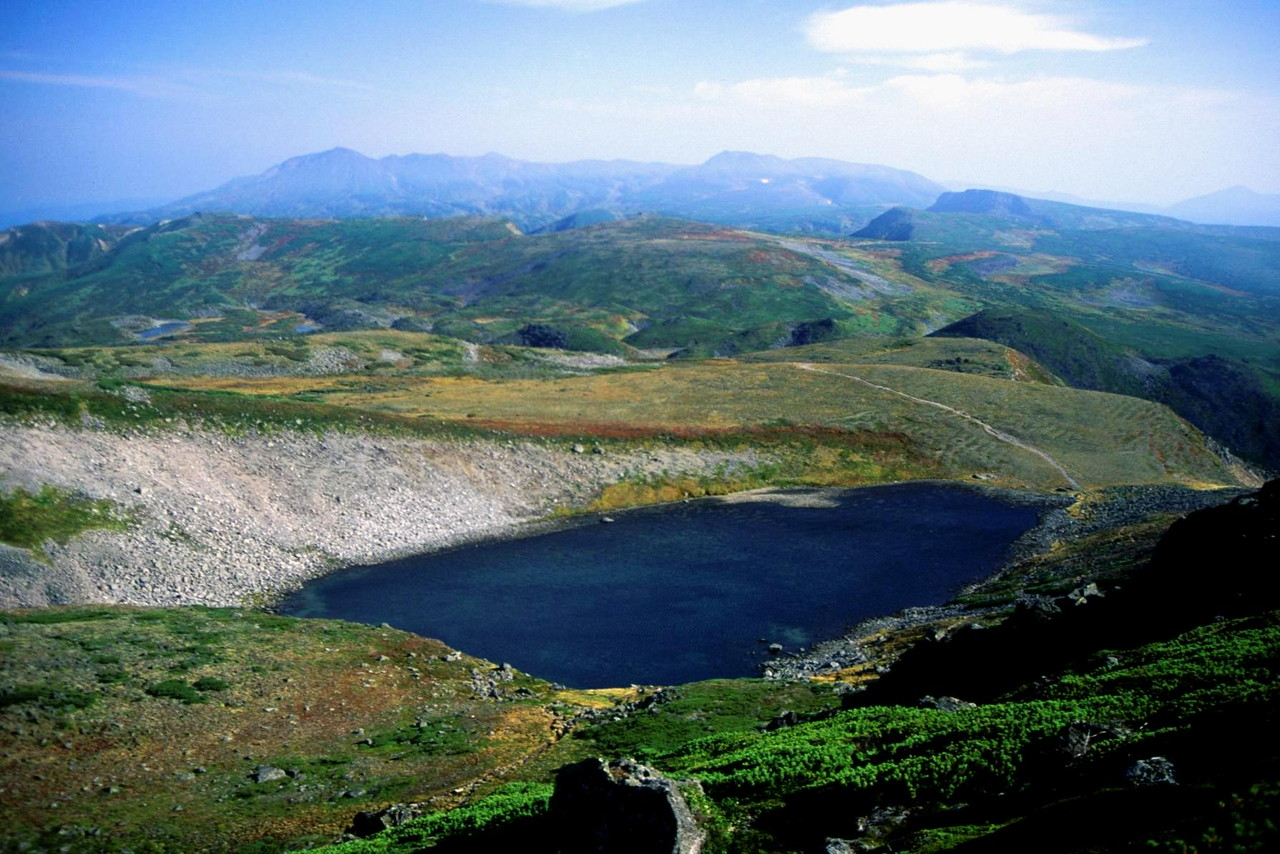
トムラウシ山の北沼（最初の遭難地点）、周辺で多数のツアー参加者が救出・収容された。大雪山からの登山道を南側から望む。

- 0時55分、男性客Bと女性客bが温泉登山口に自力で下山。
- 1時10分、自衛隊員が新得署に到着。
- 3時半、女性客aの話からツアー客らが離れ離れになった様子が判明し始めた。
- 3時53分、警察、消防署員各3人計6人が短縮登山口から捜索登山を開始。
- 4時、道警航空隊、自衛隊ヘリコプターなど計3機が順次上空からの捜索を開始[6]。
- 4時頃、ガイド乙が前設のツェルトまで戻ったところ、ツェルトは風に飛ばされて岩に引っかかっており、女性客fとリーダー甲は絶望的な状況であった[5]。
- 4時38分、前トム平で女性客dを発見。ヘリで収容し、短縮登山道から救急車で清水町の日赤へ搬送。意識不明。のちに死亡確認。
- 4時45分、男性客Cが温泉登山口に自力下山[2]。
- 5時1分、前トム平で女性客eを発見。呼びかけに応答なし。ヘリで引き上げて帯広厚生病院へ搬送。意識不明。のちに死亡。
- 5時16分、前トム平手前を下山中の女性客cを発見。ヘリコプターで救出、短縮登山口に降ろし、事情聴取。このときヘリから「1人硬直している」との無線が新得署に入った。
- 5時30分、自衛隊地上部隊が北沼付近で3人の生存者と4人が倒れているのを発見。
- 5時35分、トムラウシ分岐付近で意識不明の男性客Eを発見、帯広厚生病院に搬送。その後死亡が確認された。
- 5時45分、道警ヘリが北沼西側付近で手を振っている2人、同東側に倒れている2人を発見。5時30分に地上部隊が発見した遭難者である。
- 6時半ごろ、南沼キャンプ指定地近くで女性客fを発見。その後死亡確認。
- 6時32分、南沼キャンプ場付近で寝袋にくるまっているツアー関係者以外の登山客とみられる男性1人を、先行していた地上部隊の1人が発見（この男性については報告書などに詳細な情報はないが、救助され生存）。
- 6時50分、自衛隊が男性3人（ガイド甲、ガイド乙、D）、女性4人（g、h、i、j）の救助完了[6]。うち男性1人（ガイド甲）と女性3人（h、i、j）が意識不明[6]。のちに死亡[6]。
- 9時36分、自衛隊ヘリコプターが南沼東側付近で、当ツアー関係者以外の単独行の登山客男性1人の遺体を発見し、収容。
- 10時44分、当ツアー関係者以外の登山客がコマドリ沢付近の雪渓（ハイマツの上）で倒れている男性ガイド丙を発見し110番通報し救助、帯広厚生病院に搬送。発見時は仮死状態であったが救助後回復した。

#### 移動経路の地名順序
『トムラウシ山遭難事故調査報告書』28ページに記載された地図上での一行の移動経路は、最初の脱落者がビバークした第1ビバーク地点から男性客Cが男性客A・女性客aに追いつかれたカムイ天上まで途中に分岐点がいくつかあるものの一本の線上を辿っており、ここから自力下山した2組の男女ペアと男性1人はより遠方のトムラウシ温泉（温泉登山口）へ向かっているが、救助隊が最初に登ったのはカムイ天上と温泉登山口の間にある短縮コース登山口である。
事故当日に一行が辿った経路地名を最初の脱落である北沼渡渉点または北沼分岐から踏破順に並べると以下になる。なお、トムラウシ公園上部は同名2地点が地図上で別個に示されているため便宜上かっこ内に数字を付記した。
|     | 地名                  | 説明                                                                                                |
| --- | --------------------- | --------------------------------------------------------------------------------------------------- |
| 1.  | 北沼渡渉点            | 第1ビバーク地点。北沼分岐とも。fとガイドリーダー甲が残ったが2人とも死亡。                           |
| 2.  | 北沼分岐先            | 第2ビバーク地点。乙, D, g, h, jがここで救助されたがh, jは死亡。                                     |
| 3.  | 南沼キャンプ場手前    | 男性客Eが歩行不能。                                                                                 |
| 4.  | 南沼キャンプ場        | 17日6時半頃に女性客fを収容、死亡確認。                                                              |
| 5.  | トムラウシ分岐        | 列から遅れていたB, E, b, eの男女4人が列から脱落したdを発見、合流。                                  |
| 6.  | トムラウシ公園上部(1) | 女性客d, eが歩行不能となり意識不明、男性客Bの単独行となる。                                         |
| 7.  | トムラウシ公園上部(2) | 第3ビバーク地点。女性客cとiがビバークしたが、iはここで意識不明。cはiを残して下山中に救助、iは死亡。 |
| 8.  | トムラウシ公園        | 死亡した女性客d, eがここでヘリにより収容。                                                          |
| 9.  | 前トム平              | ガイド丙がここで脱落。                                                                              |
| 10. | 前トム平下部          | ガイド丙は翌朝ハイマツの中で倒れた仮死状態で救助隊とは別の登山客に発見され、救助後に回復し生存。    |
| 11. | コマドリ沢            | 特になし。                                                                                          |
| 12. | カムイ天上            | 単独下山していたCがB・bペアに追い抜かれた。                                                         |
| 13. | 短縮コース登山口      | 短縮登山口とも。17日に救助隊6人が捜索登山開始した地点。                                             |
| 14. | トムラウシ温泉        | 温泉登山口とも。当日中に自力下山したA・aペア、17日下山のB・bペア、Cの3組が到達。                    |

### 7月18日以降（救助活動終了後）
- 7月18日 - 北海道警察が当ツアーの安全管理に鑑み業務上過失致死の疑いでアミューズトラベル札幌営業所を家宅捜索[7]。
- 7月19日 - 一連の遭難事故による死者は、トムラウシ山においては当ツアーに参加した登山客男女7人と男性ガイド1人、単独行の登山客1人[注 3]、また茨城県の旅行会社「コンパス社」の十勝岳から美瑛岳などを縦走するツアーに参加したパーティー6人のうち女性登山客1人[注 4]の計10人と発表された。当ツアーに参加した登山客8人と「コンパス社」のパーティーの女性客1人については司法解剖が行われ、全員が低体温症による凍死であったことが確認された。足には何度も転んだ跡と見られる青あざが多く残っていたという。単独行の男性登山客については道警が遺体収容の際に凍死と判断したため、司法解剖は行われなかった。

### 主催者への処分（2010年以降）
- 2010年3月1日 - 社団法人日本山岳ガイド協会の事故特別委員会が調査・作成した「トムラウシ山遭難事故報告書[5]」を公表。
- 2010年3月31日 - 観光庁は安全対策・旅程管理の再確認を促すようアミューズトラベルに対して厳重注意処分を発令（観観産第630号文書 (PDF) ）。
- 2010年12月15日 - 観光庁の立ち入り検査により、当ツアーで安全確保のため必要な計画作成などを怠ったこと、同社札幌営業所で旅行業務取扱管理者を長期間配置しなかったなど旅行業法違反事項が発見されたことにより、2010年12月16日から2011年2月4日まで旅行業法第11条の2第1項違反により本社営業所を業務停止命令とする旨を同日発令[43]。
- 2011年3月8日 - 業務停止命令期間中の同社本社営業所が新たに企画旅行の契約を締結していたとして、観光庁が厳重注意処分を発令（観観産第622号文書 (PDF) ）。
- 2017年12月27日 - 北海道警察が事故当時のアミューズトラベル社長と男性ガイド3人（うち1人は死亡）を業務上過失致死傷の疑いで釧路地方検察庁に書類送検した。ツアーに参加した7人を凍死させたほか、1人に低体温症など負傷させた容疑。事故の予見可能性などについて慎重な捜査を続けた結果、8年越しの立件となった[44][45]。
- 2018年3月9日 - 釧路地方検察庁はアミューズトラベル元社長とガイド2人を嫌疑不十分で不起訴とし、死亡したガイド1人も被疑者死亡で不起訴とした[46]。

類似遭難事故と旅行業登録取り消し
主催者のアミューズトラベルは、当ツアーでの事故発生後もほかのツアーについては催行実施を継続したが、この事故から約3年4か月後の2012年11月には、中華人民共和国北部の山間部にある万里の長城に向かうツアーで3人の死者を出す遭難事故を起こし、2012年12月に旅行業の登録取り消し処分となった。2021年2月10日付で法人の清算を終了し登記簿閉鎖している。

## ツアー参加者の一覧
同ツアーに参加したガイドと登山客の性別、年齢、登山歴、救出状況および生死は下表となる。登山者の括弧内の記号（AからO）はトムラウシ山遭難事故調査報告書（社団法人日本山岳ガイド協会）で用いられた記号である。途中から同行したポーター役のシェルパ（62歳）は、3日目の7月17日以降は別のツアーの受け入れ準備のため、大型テントなどを持ち別行動をとった。
|     | 登山者        | 性別 | 年齢 | 登山歴 | 日時            | 状況                          | 生死 |
| --- | ------------- | ---- | ---- | ------ | --------------- | ----------------------------- | ---- |
| 1.  | ガイド甲（A） | 男   | 61   |        | 7月17日06時50分 | 北沼付近でヘリで収容          | 死亡 |
| 2.  | ガイド乙（B） | 男   | 32   | 12年   | 7月17日06時50分 | 北沼付近でヘリで救出          | 生存 |
| 3.  | ガイド丙（C） | 男   | 38   |        | 7月17日10時44分 | 前トム平下部でヘリで救出      | 生存 |
| 4.  | 男A（E）      | 男   | 64   |        | 7月16日23時55分 | 自力で下山 - 報道の車両で搬送 | 生存 |
| 5.  | 男B（F）      | 男   | 61   | 12年   | 7月17日00時55分 | 自力で下山 - 報道の車両で搬送 | 生存 |
| 6.  | 男C（C）      | 男   | 65   | 33年   | 7月17日04時55分 | 自力で下山 - 救急車で搬送     | 生存 |
| 7.  | 男D（D）      | 男   | 69   | 53年   | 7月17日06時50分 | 北沼付近でヘリで救出          | 生存 |
| 8.  | 男E（M）      | 男   | 66   | 6年    | 7月17日06時50分 | 南沼付近でヘリで収容          | 死亡 |
| 9.  | 女a（G）      | 女   | 64   | 16年   | 7月16日23時55分 | 自力で下山 - 報道の車両で搬送 | 生存 |
| 10. | 女b（A）      | 女   | 68   | 十数年 | 7月17日00時55分 | 自力で下山 - 報道の車両で搬送 | 生存 |
| 11. | 女c（B）      | 女   | 55   | 7年    | 7月17日05時16分 | 前トム平でヘリで救出          | 生存 |
| 12. | 女d（K）      | 女   | 62   |        | 7月17日05時01分 | トムラウシ公園でヘリで収容    | 死亡 |
| 13. | 女e（L）      | 女   | 69   | 10年   | 7月17日04時38分 | トムラウシ公園でヘリで収容    | 死亡 |
| 14. | 女f（J）      | 女   | 68   | 十数年 | 7月17日06時50分 | 北沼でヘリで収容              | 死亡 |
| 15. | 女g（H）      | 女   | 61   | 16年   | 7月17日06時50分 | 北沼でヘリで救出              | 生存 |
| 16. | 女h（I）      | 女   | 59   |        | 7月17日06時50分 | 北沼でヘリで収容              | 死亡 |
| 17. | 女i（O）      | 女   | 64   | 10年   | 7月17日05時16分 | 前トム平でヘリで収容          | 死亡 |
| 18. | 女j（N）      | 女   | 62   | 十数年 | 7月17日06時50分 | 北沼でヘリで収容              | 死亡 |

## 周辺の施設
登山道周辺には、避難小屋とキャンプ指定地がある。トムラウシ山の最寄りの山小屋は無人のヒサゴ沼避難小屋で、南のトムラウシ温泉には国民宿舎東大雪荘がある。
| 名称               | 所在地                   | 標高 (m) | トムラウシ山からの 方角と距離(km) | 収容 人数 | キャンプ 指定地 | 備考               |
| ------------------ | ------------------------ | -------- | --------------------------------- | --------- | --------------- | ------------------ |
| 白雲岳避難小屋     | 白雲岳の南東の肩         | 1,990    | 北 15.5                           | 60        | テント80張      | 夏期のみ管理人駐在 |
| 忠別岳避難小屋     | 忠別岳と五色岳の中間点東 | 1,620    | 北東 6.9                          | 30        | テント15張      | 無人               |
| ヒサゴ沼避難小屋   | ヒサゴ沼畔               | 1,600    | 北東 3.0                          | 30        | テント30張      | 無人               |
| 南沼キャンプ指定地 | 南沼の西                 | 1,950    | 南西 0.7                          |           | テント20張      |                    |
| 国民宿舎東大雪荘   | トムラウシ温泉           | 650      | 南 7.6                            | 118       | テント50張      | 通年営業、登山口   |

## 事故の原因・要因・背景
この遭難事故は「気象遭難」に分類されるものであり、天候判断のミスおよび撤退判断の遅れ・欠如などにより厳しい気象条件下に晒される状態に陥り、低体温症を引き起こしたことがおもな要因である:36-88。
アミューズトラベル社の（事前）準備不足:36-88
- アミューズトラベル社がツアー参加希望者の中から参加者を登山力量に応じて選ぶ方法が不十分だった（経験不足の登山客をツアーに参加させない判断をしなかった）[5]:36-88。
- アミューズトラベル社がガイド役らの選定を適切に行わなかった[5]:36-88。
  - 結果としてにわかづくりのチームで互いにあまり面識がなく、事前の打ち合わせもなかったことから、リーダーやガイド同士の現場での連携不足・協議不足につながった[5]:36-88。
- アミューズトラベル社がリーダーやガイドに対して、文言上は「現場では安全優先」と言っていたものの実際には経済優先のプレッシャーを感じさせ、安全が後回しになってしまう環境を放置していた[5]:36-88。
  - こうした環境がリーダーやガイドによる天候判断のミスを誘発させ、結果として早めに引き返す決断をしなかった[5]:36-88。
  - 帯広測候所によるとトムラウシ山頂では、事故当時は雲がかかり雨が降っていたとみられ、日中の気温は摂氏8 - 10度、風速は毎秒20 - 25メートルと台風並みだったとされる。生存者によると、「雨と風で体感気温は相当低く、リュックカバーが風で吹き飛ばされ、岩にしがみついて四つん這いで歩くような状態だった」という。旭岳の別パーティもこのパーティと同じ天気予報を聞いていたが、山の天気が平地より遅れてくるとの経験則から夕方まで荒れると見越して、中止の決断をしたことで遭難しなかった。
- リーダーおよびガイドらが現場で（朝に山小屋などから出発する前などに）ツアー客に対して出すべきであった、着用すべき防寒着の種類などについての指示および確認の不足[5]:36-88。
  - 一部報道ではツアー客の装備が軽装だったと指摘されているが間違いである。調査委員会でも装備は問題無かったと確認されている。遭難者の荷物からは防寒着は見つかっている。低体温症により意識が混濁し防寒着を着ることが出来なかった為、更に症状が悪化したのである。
- 北海道独特の気候に対する知識が不足または欠如していたこと。余談だが、北海道は冷帯に所属しており、北海道以外に比べると冷涼で、春・夏・秋が短く、冬が非常に長い。

ツアー客自身の登山に対する自覚不足や遭難対策の不足:36-88。
- 参加者全員の 低体温症に対する無知・認識不足。ツアー客らは全員低体温症を知らなかったため、自分がその状態になっても自覚できなかった。ガイドらもその詳細を知らず、あっけなくその状態に陥るものだという認識がなかった[5]:36-88。
  - 低体温症については、服を着ていても水中に浸かった場合、濡れただけの場合に比べて死亡に至る時間が大きく異なる。報告書にはパーティ全員が全身ずぶ濡れと書かれているが、ほとんどの遭難者が手足だけがずぶ濡れであり全身ずぶ濡れ状態ではなかった（北沼でのガイド丙を除く）。
- 事故前日の7月15日、ヒサゴ沼避難小屋で装備を濡らした一部のメンバーが装備を乾かすために脱いだり干したりしたものの乾ききらず、そしてメンバー自身も早く乾かす方法を知らず、リーダー甲は「着干し」を教えた[5]:8。
  - しかし濡れた靴下を濡れたまま着用し続ける[5]:8など、濡れた衣類が低体温症の危険を招く知識自体がなかった。
  - 出発直前16日5時30分にリーダー甲は安全性を考慮しトムラウシ山頂登頂を諦め出発を30分遅らせ迂回コースへ変更することを告げたものの、この時点で前夜から強まった風雨に関する天候状況の説明やメンバーが着るべき衣類の説明がなかったため、全員が上下雨具を確実に着用したものの、その雨具の下は薄着を維持したメンバーもいた[5]:9。
- 出発予定時刻の16日5時30分時点で女性客bが各自の携行する食料の回数分を確認したところ、bだけが8食携行で他のメンバーは6食分ぎりぎりしか携行していなかった[5]:8。
- アミューズトラベル同様、北海道独特の気候に対する知識が不足または欠如していたこと。

（想定外の）風雨による行程の遅れ、引き返す判断の遅れ、引率ガイド判断力の低下、ガイドの混乱
- 天沼付近通過の前後で2回、5分から10分ずつの休憩をとったが、ガイド乙は生還後にこの時点で引き返す判断を下すか、またはそもそも天沼以前、ヒサゴ沼分岐で下山コースを取るべきだったと述懐している[5]:10。
  - 6時以降8時前の天沼通過以降、ロックガーデンまで風雨によって通常コースタイムの2倍近い時間が掛かること、風雨がそれほどまでに強まることがすべて想定外であり、ガイド、メンバー共に誰も予想していなかった[5]:10。
- 8時30分のロックガーデン通過時点でも風に吹き飛ばされて歩きにくい岩場で転倒したメンバーや、通過自体に恐怖を覚えたメンバーもいたが避難小屋に引き返したいと言い出す者はいなかった[5]:10。
  - ロックガーデン通過後も更に風が一段と強まり、ここで装備を吹き飛ばされたメンバーが複数名出た[5]:11。
- 10時頃、ロックガーデンの次の地点、北沼渡渉点（第1ビバーク地点）に到達したが、普段は登頂前に一服できる清涼な場所だったはずの沼地は水が氾濫し川幅2メートルほど、水深は膝下ほどの流れとなっていた[5]:11。
  - この渡河行程でガイドも含む複数人が前夜の濡れた装備に加えて全身を濡らし、また強い風も相まって低体温症の症状を示すメンバーが複数名出始めた[5]:11。
  - 渡河自体に30分ほど掛かった後も低体温症の症状を示す女性客をガイド甲と乙がサポートしたが、その間にも更に強まる風に暴露したままガイドの指示を待ち続けた他の一行も全員が同様に疲労蓄積した[5]:12。
- 10時30分頃に次の北沼分岐（第2ビバーク地点）に差し掛かるまでの間に2人の女性客落伍者（女性客g〈生還〉、女性客j〈死亡〉）が出、ガイド乙と丙がそれぞれの荷物や本人を抱えて本隊と落伍地点とを往復するなどした[5]:12。
  - この2人は腕で押さえても止まらないほどに全身をがたがた震わせて座り込んでいたほか、2人の移動を待っていた本隊の中にも寒さと眠気を覚え死を覚悟したメンバーがいた[5]:12。
- 11時30分から12時頃に第2ビバーク地点でガイド乙がメンバー4人と残ってビバーク、その他のメンバー10人をガイド丙が引率して下山させる決定をした[5]:13-14。
  - ただし、この時点でガイド丙は低体温症の症状が進行していてパーティを引率できる状況になく、また下山ルートを知らなかったが、決定したガイド乙はその事実に気づいておらず、乙自身も想定外の状況が重なって混乱していた[5]:13-14。

## 過去の事故
事故から7年前にもトムラウシ山では同様の事故が発生している。
- 2002年7月11日、夏山登山に来た2組Ａ4名、Ｂ8名（ガイド含む）のパーティーが台風6号による暴風雨で遭難し山中に足止めされ、2日後に救出されたもののAのリーダー格の女性が脳梗塞、Bの女性が凍死する事故が発生した。いずれのパーティーも天気予報で台風の接近が予想されながら、一時的に弱まった風雨の中出発を強行したため、暴風雨のピーク時に山頂付近でビバークを余儀なくされる事態に陥っていたのが原因だった。事故を発生させたBのガイドは業務上過失致死で起訴され、2004年10月5日、旭川地方裁判所はガイドに対し禁固8か月、執行猶予3年の判決を下した[53]。

この事故では遭難者の救助に携わった登山者や遺体を発見し通報したカメラマンなどにより、遭難者や遺体を放置して登山を続行した登山者が少なからずいたことが判明し地元紙で非難された。